# Le Pensionnat des jeunes filles perverses
Pour les articles homonymes, voir Le Pensionnat (homonymie).
Pour plus de détails, voir Fiche technique et Distribution.
Le Pensionnat des jeunes filles perverses (恐怖女子高校 暴行リンチ教室, Kyōfu joshikōkō: bōkō rinchi kyōshitsu) est un film japonais réalisé par Norifumi Suzuki, sorti en 1973. Il s'agit du premier film comportant une scène omorashi à bénéficier d'une large audience.
En France il a été distribué dans une version aux dialogues détournés pour lui donner un message politique (dans la lignée de La dialectique peut-elle casser des briques ?), avec des inserts de plans de sexes masculins et féminins complétant les ellipses du film original, baptisée Les Filles de Kamaré : une petite culotte pour l'été.

## Synopsis
Le film commence par une scène de torture. Des collégiennes cachées derrière un masque chirurgical, les bouches fardées, éclatantes d'un rouge vif, torturent à mort une jeune femme.

## Fiche technique
- Titre français : Le Pensionnat des jeunes filles perverses
- Titres français alternatifs : Les Filles de Kamaré / Une petite culotte pour l'été
- Titre anglais : Terrifying Girls' High School: Lynch Law Classroom
- Titre original : 恐怖女子高校 暴行リンチ教室 (Kyōfu joshikōkō: bōkō rinchi kyōshitsu?)
- Réalisation : Norifumi Suzuki
- Scénario : Tatsuhiko Kamoi
- Musique : Masao Yagi
- Pays d'origine :  Japon
- Langue originale : japonais
- Format : couleur - 2,35:1 - Mono
- Genre : film érotique
- Durée : 88 minutes[3]
- Dates de sortie : 
  - Japon : 31 mars 1973[3]
  - France : 11 décembre 1974[4] (version détournée)
- Interdit aux moins de 16 ans[Où ?]

## Distribution
- Miki Sugimoto : Noriko
- Reiko Ike : Maki Takigawa
- Nobuo Kaneko